# Záhada veletrhu 1999
Záhada veletrhu 1999 (1956, Messeabenteuer 1999) je dětská vědeckofantastická povídka s detektivním motivem východoněmeckého spisovatele Wernera Bendera.

## Obsah povídky
Děj povídky se z hlediska roku vydání knihy odehrává za 43 let v budoucnosti, ve které je již podle autora Německo sjednoceno, ovšem na bázi komunismu, jak vyplývá z několika náznaků. Zápletka se točí kolem dvou tajemných návštěvníků Lipského veletrhu jménem Blasius a Radius. Jejich tajemství se podaří odhalit dvou malým chlapcům. Jde o roboty, kteří jsou k nerozeznání podobní lidem, pouze jsou poněkud prkenní. Když uslyší větu "Vy přece nejste vůbec člověk, vy jste robot", pak zatuhnou.

## Filmové adaptace
- Messeabenteuer 1999 (1958, Záhada veletrhu 1999), východoněmecký film, režie Hans-Günter Bohm.[1]
- Abenteuer mit Blasius (1974, Dobrodružství s Blasiem), východoněmecko-československý film, režie Egon Schlegel, v roli robota Blasia Leoš Suchařípa.[2]

## Česká vydání
- Záhada veletrhu 1999, SNDK, Praha 1959, přeložila Jitka Bodláková.

## O autorovi knihy
Werner Bender (* 1928) je německý spisovatel, autor knih pro děti a mládež. Své knihy publikoval v Německé demokratické republice. Studoval přírodní vědy a filozofii, pracoval jako redaktor v rozhlase a v tisku. Od roku 1952 se zcela věnoval literatuře. Z jeho díla je nejznámější právě vědeckofantastický příběh Messeabenteuer 1999 (1956, Záhada veletrhu 1999).